# Jan Lubrański

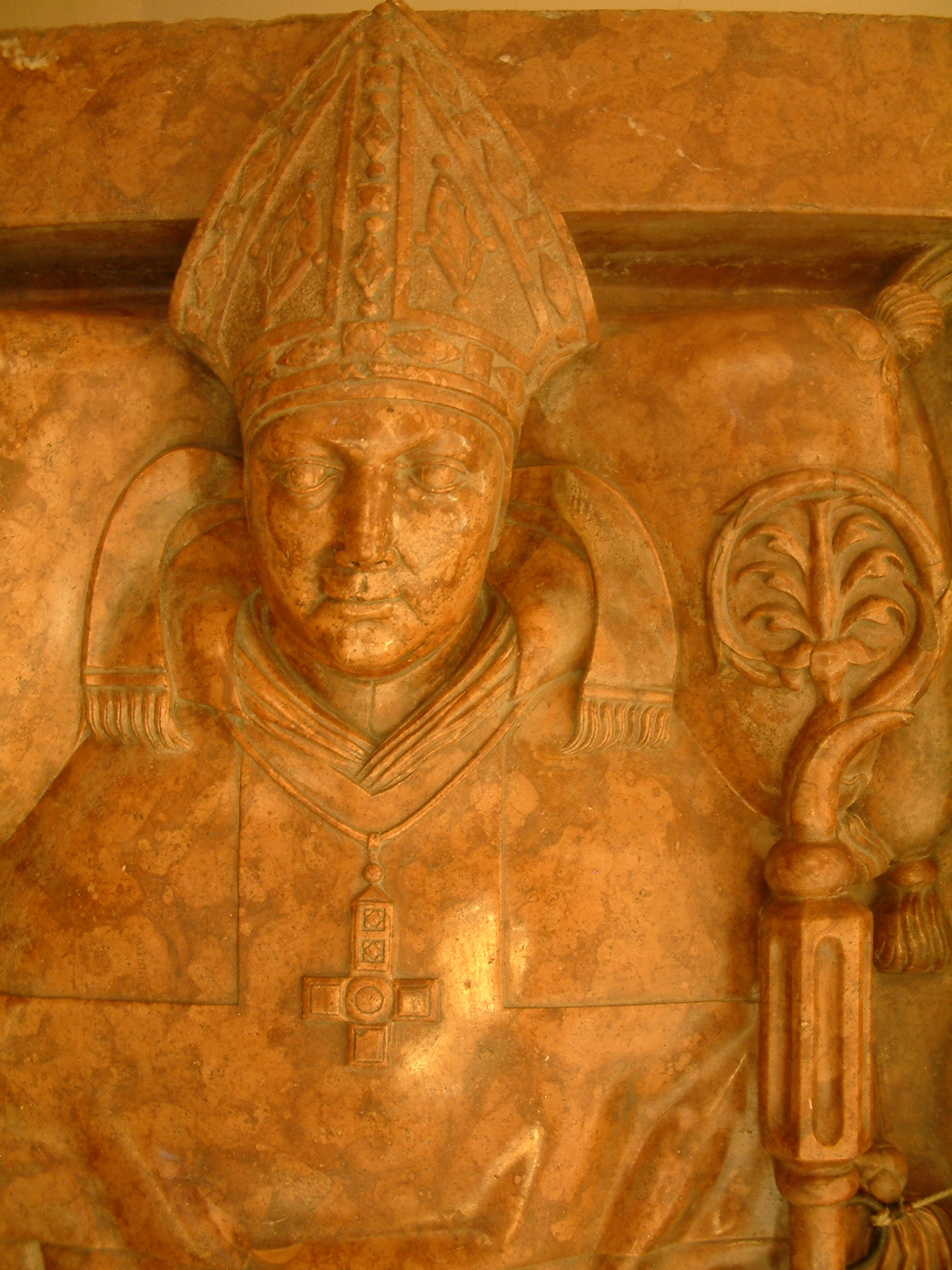
Grab von Jan Lubrański im Posener Dom

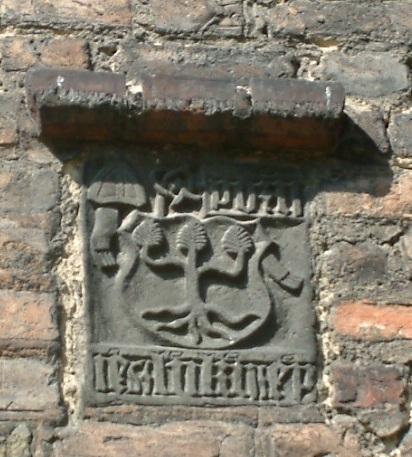
Jan Lubrańskis Godziemba-Wappen

Jan Lubrański (* 1456; † 22. Mai 1520) war ein polnischer Bischof, Politiker und Diplomat. Er besaß ein Godziemba-Wappen.
Von 1497 bis 1498 war er Bischof von Płock und seit 1498 Bischof von Posen. Er gründete zahlreiche Kirchen in seiner Diözese und war der Initiator der Rekonstruktion des Posener Doms. Als Bischof war er automatisch Parlamentarier und arbeitete eng mit den polnischen Königen zusammen. Auch wurde er häufig als Diplomat eingesetzt. 
Im Jahr 1519 gründete er die nach ihm benannte Lubrański-Akademie in Posen.